# Pachyosteosclerose
Pachyosteosclerose is een combinatie van botverdikking (pachyostose) en botverdichting (osteosclerose).
Botten worden er zwaarder door, maar het is niet pathologisch. Pachyosteosclerose komt vaak voor bij in het water levende gewervelden, speciaal die van ondiep water, waar het ballast levert die zwem- en/of duikeigenschappen kan verbeteren. 
Voorbeelden zijn zeekoeien, de uitgestorven Plesiosauria en Mesosauria en uitgestorven aquatische luiaards.
Botverzwaringen zijn vaak geconcentreerd in de ventrale botten en ter hoogte van de longen. Het eerste gaat slingeren tegen, het tweede vergemakkelijkt een horizontale positie in het water.